# Tank Wars
Tank Wars — пошаговая компьютерная игра в жанре «артиллерия», вышедшая в 1990 году для персональных компьютеров.
Игра стала одной из первых артиллерийских игр для PC и привнесла в жанр новые элементы, которые были впоследствии использованы другими разработчиками игр. Примерами таких нововведений является магазин, где можно покупать вооружение и защиту в обмен на заработанные очки, а также различные стратегии искусственного интеллекта компьютерных оппонентов.

## Игровой процесс

Скриншот игрового процесса

Игра представляет собой сражение неподвижных танков на двухмерном случайно генерируемом ландшафте. Танки расставляются случайным образом.
Игра начинается с экрана выбора игрока, на котором можно назначить какими танками будут управлять люди, а какими компьютер. Здесь же выбирается уровень сложности искусственного интеллекта для каждого танка. При включенном режиме командной игры необходимо распределить танки по командам.
После расстановки по ландшафту случайно выбирается танк, который будет ходить первым. После него все танки ходят по очереди слева направо. Цель игры — уничтожение вражеских танков. Для этого необходимо с помощью регулирования силы выстрела, угла и направления ствола, а также поправки на ветер, рассчитать траекторию полета снаряда. Максимальная сила залпа зависит от количества человек в танке.
Сражение продолжается до тех пор, пока в игре не останется один танк (или команда), либо будут уничтожены все танки. После окончания сражения игроки могут потратить заработанные очки на покупку нового вооружения или защиты.

## Разработка
Tank Wars была разработана программистом Кеннетом Морзе. Первая версия игры была выпущена 28 октября 1990 года. Первоначально игра называлась Bomb, но Мозре узнал, что игра с таким названием уже существует и в документации к версии 1.2 сообщил о причине переименования игры и попросил сообщить ему, если новое название Tank Wars тоже кем-то занято.
Последней версией Tank Wars стала версия 3.2, увидевшая свет 4 июля 1992 года.

## Влияние
В ретроспективном обзоре Тимур Хорев из журнала «Игромания» отметил влияние игры на жанр артиллерийских игр. По его мнению, несмотря на существование более старых похожих игр, именно появление Tank Wars нужно считать «точкой отсчета существования жанра». Он также упомянул, что годом позже вышла более популярная игра Scorched Earth, которая продолжила и развила идеи Tank Wars.